# ホームチルドレン

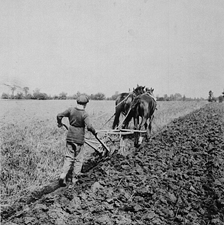
1900年、カナダのマニトバ州ラッセルにおいて、バーナード博士のインダストリアル・ファームを耕す少年。この写真は2010年にホームチルドレン移民を記念するカナダの郵便切手に用いられた。

ホームチルドレン（英: Home Children、「施設児童」）とは、1869年にアニー・マクファーソンにより創設された児童移民計画である。この計画により10万人以上の子供がイギリスからオーストラリアやカナダ、ニュージーランド、南アフリカに送られた。本人や親の意志と無関係に移送されるケースも多く、しばしば劣悪な環境下で労働に従事させられた。
オーストラリアは2009年にこの計画に関わったことを謝罪した。イギリス首相ゴードン・ブラウンは2010年2月に被害を受けた児童の家族に対して公式の謝罪を行った。2009年11月16日、ジェイソン・ケニーカナダ移民相は、カナダは児童移民に対して謝罪しないと述べた。

## 歴史
イングランドの（後には英連邦の）入植植民地に貧民の子供や孤児を送りこんで労働力不足を補う慣行は、1618年にイングランドの浮浪児100人が狩り集められてバージニア植民地に送られたときに始まった。18世紀には海外植民地一帯で労働力が不足したため、児童を誘拐してアメリカ大陸に送ることが横行し、主にスコットランドから多くの児童が強制的に移住させられたが、1757年に人身取引に関わっていたアバディーンの商人や治安判事が訟えられると沈静化した。
1830年には、ロンドンで「児童の更生と移民を通じて若年浮浪者の抑止を図る協会」と称する児童の友協会が設立された。同協会は1832年に最初の子供の一団を南アフリカのケープ植民地とオーストラリアのスワン川植民地に送り出し、1833年8月には230人の子供をカナダのトロントとニューブランズウィック州行きの船に乗せた。
19世紀の児童移民を主導したのは、スコットランドの福音主義者アニー・マクファーソンとその妹ルイ―ザ・バート、ならびにロンドンのマリア・ライである。1860年代後半にロンドンで貧しい子供のために働いていたマクファーソンは、マッチ箱産業の児童奴隷に衝撃を受け、子供たちのために人生を捧げようと決意した。マクファーソンは1870年に広大な救貧院を購入して「勤勉の家 (Home of Industry)」と名付け、貧しい子供に働き場所と給食や教育を提供した。後に、よりチャンスが大きい国へ移民させることが子供たちを本当に救う道だと信じるようになり、移民のための基金を設立した。初年度にはロンドンの「勤勉の家」で訓練を受けた500人の子供がカナダに送られた。マクファーソンはカナダのオンタリオ州のベルビルやガルトの町に受け入れ施設を開設し、妹のルイーザを説得してモントリオールから70マイルのノールトン村に第三の施設を開設させた。これがイギリスの困窮児童14000人に住居と仕事を与える大事業の始まりであった。
マリア・ライもまたロンドンで貧民のために活動していた人物である。ライはマクファーソンより数か月早く、68人の子供を連れて（内50人はリヴァプール出身であった）オンタリオ州に到着している。カンタベリー大主教や『タイムズ』紙がこの事業を支援していた。ライは1867年からカナダに女性を移民として送り出していたが、1869年にオンタリオ州ナイアガラオンザレイクに児童施設を開設し、19世紀の間に少女を中心として約5000人の児童を移住させた。
移民事業に批判がなかったわけではない。雇い主による児童虐待や、事業運営者、特にマリア・ライの不当利得に関する噂は絶えなかった。1874年に地方自治庁（現在の保健省）はアンドリュー・ドイルという人物を代表者としてカナダに送り、施設と児童への訪問を通じて暮らしぶりを視察させた。ドイルはマクファーソンたちやスタッフが至上の動機によって動かされていると賞賛したが、それ以外には事業に関する全てを酷評した。ドイルの見解によれば、素行の良い児童がほとんどである救貧院出身者と、コソ泥でしかないストリートチルドレンとを一つにまとめるというマクファーソンらの方針は世間知らずというもので、カナダではトラブルの原因にしかなっていなかった。ドイルはまた、児童が入植者から受けている待遇のチェック体制（ライの事業ではまったくチェックが行われていなかった）にも批判的であり、次のように述べた。

ライ嬢の無頓着とマクファーソン嬢の財政難が原因で、元から痛ましい状況に置かれていた何千人ものイギリス児童が、正直者ではあるが雇い主としては厳格に過ぎるカナダの古株入植者から、過重労働を課され虐待を与えられるままになっている。

カナダの庶民院はドイルの報告を受けて調査のための特別委員会を設置し、イギリスでも多くの論争が引き起こされた。しかし計画は一部が見直されたのみで存続し、イギリス帝国の他の国にも取り入れられた。
1909年、南アフリカ生まれのキングズリー・フェアブリッジは「植民地への児童移民を促進するための協会」を設立した。この協会は後に児童移民協会として法人化され、さらに後にフェアブリッジ財団となった。その目的は、イギリス帝国各地に農園学校を設立し、孤児や遺棄児童を教育するとともに農業訓練に従事させることであった。フェアブリッジは1912年にオーストラリアに移住し、計画への支持を集めた。イギリス庶民院の「児童移民トラスト報告」によると、「350年間で約15万人の児童が送り出されたと見積もられる。記録に残る最古の児童移民は1618年にイギリスを出発してバージニア植民地に向かった一団で、最終的に終息したのは1960年代後半になってからのことだった」という。その当時、児童移民とされたのは孤児だけだと広く信じられていたが、現在では児童の親はほとんど健在だったことがわかっている。親たちは養護施設に預けた子供がその後どうなったか全く知らされず、あるいは英国のどこかで養子に迎えられたと信じこんだ。
児童移民は1930年代の世界恐慌期には経済の悪化によりほぼ全面的に中止されたが、完全な終了には1970年代を待たねばならなかった。
2014年から2015年にかけて、北アイルランドにおける歴史上の組織的虐待に関する調査の一環として、強制的にオーストラリアに送られた児童の事例が調査された。1922年から1995年までの調査対象期間中、主として第二次世界大戦直後に、民間団体や国家機関によって養護されていた幼児約130人が児童移民計画によってオーストラリアに送られたことが分かった。
強制的にイギリスから船で送り出される児童の多くは、彼らの親はすでに死んでおり、この先には豊かな生活が待っていると信じこまされた。移民先では薄給の農業労働者として搾取されたり、適切な庇護や教育を与えられない児童もいた。施設を脱走する児童は珍しくなく、時には親切な家族に迎え入れられたりまともな職を見つけられることもあった。

## 問題の表面化と政府による謝罪
児童移民計画の全貌は英連邦で一般に知られていなかったが、1987年にイギリスのソーシャルワーカーであるマーガレット・ハンフリーズが行った調査によって衆目に触れることになった。ハンフリーズは元施設児童と生みの親を再会させる活動のために児童移民トラスト（信託）を設立した。1998年にイギリス議会が行った国政調査でようやく計画の詳細が明らかになり、多くの児童移民がオーストラリアやニュージーランドなどのキリスト教系学校で組織的な虐待を受けたことが発覚した。
ハンフリーズは1994年に回想録『からのゆりかご―大英帝国の迷い子たち』を出した。同書にはハンフリーズの活動や、政治的妨害や殺害予告を受けた体験の記録に加え、数千人の児童が政府や教会関係者から受けた違法行為や虐待が描かれており、2010年に『オレンジと太陽』として映画化された。ハンフリーズは児童移民と地域社会への貢献に対してオーストラリア政府から叙勲を受けた。

### オーストラリア
オーストラリアでは、「児童移民」の子供たちはより大きな「忘れられたオーストラリア人」の一員である。オーストラリア上院は1990年代初頭までにオーストラリアの孤児院や児童施設、里子事業で育てられた約50万人の児童をこう総称しており、「児童移民」はそのうち政府の支援を受けた児童移民計画によってオーストラリアに移民させられた7000人の児童を指す。その多くは施設でネグレクトや虐待を経験した。
「ケアリーヴァ・オーストラリア・ネットワーク」の圧力を受けた上院コミュニティ問題調査委員会は2001年8月に「失われた幼子たち：記録の回復―児童移民に関する報告書」を、続いて2004年8月に「忘れられたオーストラリア人」を発行した。いずれの報告書でも結論で多くの提案が行われたが、その一つは国家としての謝罪だった。ケビン・ラッド首相は2009年11月16日にオーストラリア政府を代表して謝罪した。2009年時点でオーストラリアに在住している「児童移民」は約7000人だった。オーストラリア政府は事前に約400人の児童移民と接触して謝罪に関する助言を求めた。オーストラリアのローマカトリック教会は2001年に、教会の施設において強姦や鞭打ち、奴隷労働などの虐待を受けたイギリスとマルタからの児童移民に公的な謝罪を行った。イギリス政府は、幼少期に離れた家族を訪問する児童移民のために100万ポンドの旅費基金を設立した。後にオーストラリア政府もこの基金に出資した。

### カナダ

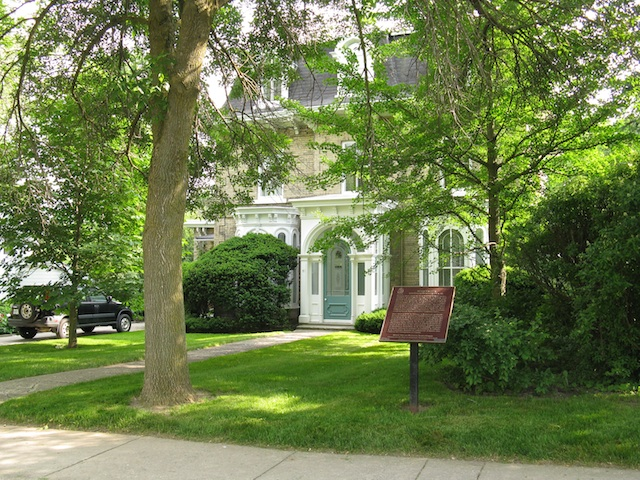
国が指定する歴史的事件であるホームチルドレン移民事業を記念して、事業に関わった施設の近くに連邦政府の記念額が設置されている。場所はオンタリオ州ストラトフォード。

カナダ連邦政府は1999年に「ホームチルドレン移民計画」を国の歴史的事件に指定した。国の史跡・記念碑委員会はオンタリオ州ストラトフォードに事件を記念する記念額を立てた。オンタリオ州文化遺産トラストはその前年オタワにホームチルドレンを記念する州の歴史的記念額を設置した。
オーストラリア政府の謝罪があった後の2009年に、カナダの移民相ジェイソン・ケニーはカナダが謝罪する必要はないと発言した。
この問題はわが国ではまったく関心を持たれてこなかった。オーストラリアで長年注目を集めてきたのとは異なる。現実的な話として、ここカナダでも当時の悲しみに正当な認知を与えるための措置が講じられてはいるものの、私が思うに、歴史の中で起きたあらゆる痛ましい不幸な出来事について政府が公式に謝罪しても、社会的に大きな益はないだろう。
連邦政府は2010年を「イギリス系ホームチルドレンの年」と宣言した。カナダ郵便公社は2010年9月に、カナダに送られてきた人々を記念する記念切手を発行した。オンタリオ州では、2011年に公布された法律により、毎年9月28日が「オンタリオ州に根を張ったイギリス系ホームチルドレンの貢献を認め称えるため」の「イギリス系ホームチルドレンの日」と定められている。

### イギリス
2010年2月23日、ゴードン・ブラウン首相は「恥ずべき」児童移住計画に対して公の謝罪を行い、「誤った」事業の影響を受けた家庭に補償するため600万ポンドの基金を設立すると発表した。

## メディア
- The Leaving of Liverpool（「リヴァプールを離れて」）：1992年のテレビドラマ短期シリーズ。
- オレンジと太陽：2010年の映画。

### 映画
- Heaven on Earth（1987年） ウェールズからカナダに送られた12万5000人のホームチルドレンを題材にした（実話に基づく）カナダの映画
- The Leaving of Liverpool（1992年） 第二次世界大戦の直後にオーストラリアに送られたイギリスの子供たちを題材にしたオーストラリアの映画
- オレンジと太陽（2010年） マーガレット・ハンフリーズ（英語版）の体験を基にした英豪共作映画